# Вулиця Клима Савура (Рівне)
Вулиця Клима Савура — одна з вулиць міста Рівне, названа на честь організатора і першого командира УПА на Волині Клима Савура (Дмитра Клячківського), який загинув на оржівських хуторах неподалік від Рівного.
Вулиця Клима Савура пролягає на північ від вулиці Соборної, перетинаючи вулиці Франка та Технічну та впираючись у вулицю Ремісничу.